# Letrux em Noite de Pistinha
Letrux em Noite de Pistinha é um álbum de remixes da cantora e compositora brasileira Letrux lançado digitalmente no dia 19 de julho de 2019 para a celebração dos dois anos do seu álbum de estreia, Letrux em Noite de Climão. Conta com produções de O Pala, João Brasil e de seu ex-parceiro de banda, Lucas Vasconcellos. 

## Faixas
| N.º | Título                                                           | Duração |  |
| 1.  | "Vai Render (O Pala Remix)"                                      |         |  |
| 2.  | "Ninguém Perguntou Por Você (Rosana Rodini & Marcos Lima Remix)" |         |  |
| 3.  | "Coisa Banho de Mar (Tin God's Club Mix Remix)"                  |         |  |
| 4.  | "Que Estrago (Lucio K Remix)"                                    |         |  |
| 5.  | "Puro Disfarce (Malka Remix)"                                    |         |  |
| 6.  | "Amoruim (Siso Remix)"                                           |         |  |
| 7.  | "Noite Estranha, Geral Sentiu (João Brasil Remix)"               |         |  |
| 8.  | "Além de Cavalos (Lucas Vasconcellos Remix)"                     |         |  |
| 9.  | "Hypnotized (Noizzed Remix)"                                     |         |  |
| 10. | "Flerte Revival (DJ Zé Pedro & Marco AS Remix)"                  |         |  |